# Špeter Slovenov
Špeter Slovenov (beneškoslovensko Špietar, italijansko San Pietro al Natisone, nekoč San Pietro degli Slavi, furlansko San Pieri dai Sclavons) je naselje ob vznožju Nadiških dolin v Beneški Sloveniji. Je središče istoimenske italijanske občine v nekdanji Videmski pokrajini, v Furlaniji - Julijski krajini. V občini je leta 2004 živelo 2.212 prebivalcev, od tega po ocenah strokovnjakov okoli 88 % Slovencev, pripadnikov narodne manjšine v Italiji. Naselje se je pred letom 1878 v italijanščini imenovalo San Pietro degli Slavi (dobesedno Sveti Peter Slovanov), zatem pa je bilo v okviru italijanizacije novih državljanov Italije preimenovano v San Pietro al Natisone (dobesedno Sveti Peter ob Nadiži).

## Šolstvo
Špeter Slovenov je zaradi dvojezičnega šolskega središča, ustanovljenega leta 1984, a uradno priznanega šele z zaščitnim zakonom za Slovence 2001, pomembno središče slabo prepoznane in šele pred kratkim uradno priznane slovenske prisotnosti.

## Območje občine
Občina se razprostira na površini 23,98 km² na 140 m nadmorske višine in z najvišjo točko na 866 metrih na gori Sv. Jurij. Občino prečka državna cesta št. 54, ki je najlažja komunikacijska pot med Italijo in Slovenijo za tiste, ki želijo priti v srednji del Posočja.
Občina Špeter Slovenov na severu meji na občino Podbonesec, in na vzhodu na občinon Sovodnje in Podutana na zahodu pa na občino Čedad in Tavorjana, na jugu pa na občino Prapotno.
Občinsko ozemlje sestavlja spodnji del Nadiške doline (odsek med okolico vasi Perovica in zaselkom Pri mostu Svetega Kvirina (Ponte San Quirino), od spodnjega dela doline Aborna (Alberone) in do zahodnih grebenov Matajurja. V tem območju je tudi omenjena gora Sv. Jurij (narečno Svet Jur), gora Svet Kocjan (San Canziano) visoka 723 metrov nad morjem Svet Arnej (San Bartolomeo) z 624 m nadmorske višine.

#### Hidrologija
Občino Špeter Slovenov napaja reka Nadiža, ki v občino priteče iz občine Podbonesec, kjer ima pritoke, kot so potok Aborna (Alberone), Kosca (Cosizza), Mamula in Klačinca. V bližini Dolenjega Barnasa (Vernassoja) in Pri mostu (Ponte San Quirino) je Nadiža zaradi znatne erozije struge, povzročila globoko in slikovito sotesko.

#### Geologija in morfologija
Območje občine je bogato z jamami in tudi kraškimi jamami. Regionalni katastrski register jam v Furlaniji Julijski krajini kaže na prisotnost 97 jam in ponorov. Najpomembnejše jame so: blizu Atovce brezno Čerkonica, globoka 23 metrov; pri vasi Klenju Čiastita Jama in jama pri pod Ronk, ki ima dva izhoda s prehodnimi votlinami dolgimi 175 metrov; v bližini zavetišča Biarzo.

## Vasi
- Atovca (Altovizza)
- Ažla (Azzida)
- Bečja (Becis)
- Bjarč (Biarzo)
- Cedron
- Čabaji (Chiabai)
- Dolenj Barnas (Vernasso)
- Gorenj Barnas (Vernassino)
- Klenje (Clenia)
- Kočebar (Cocevaro)
- Koreda (Correda)
- Kuosta (Costa)
- Lipa (Tiglio)
- Mečana (Mezzana)
- Mohorin (Macorins)
- Muost (it. Ponte San Quirino, fur. Puint)
- Nokula (Oculis)
- Petjag (Ponteacco)
- Pod Barnas (Sotto Vernassino)
- Podar
- Puoje (Puoie)
- Sarženta (Sorzento)
- Tarpeč (Tarpezzo)

## Etnična sestava prebivalstva
Po popisu prebivalstva iz leta 1971 se je 75,9 % prebivalcev v občini Špeter Slovenov opredelilo, da so Slovenci.

## Spomeniki in kulturne znamenitosti
- Grad Gronumberg ob Nadiži

## Prijateljska mesta / občine
- Sambreville,  Belgija

## Galerija
- Cerkev sv. Kvirina
- Špeter - župnijska cerkev
- vodnjak na mestnem trgu v Špetru